# Liste der Baudenkmäler in Spiesen-Elversberg
In der Liste der Baudenkmäler in Spiesen-Elversberg sind alle Baudenkmäler der saarländischen Gemeinde Spiesen-Elversberg und ihrer Ortsteile aufgelistet. Grundlage ist die Veröffentlichung der Landesdenkmalliste im Amtsblatt des Saarlandes vom 22. Dezember 2004 und die aktuelle Teildenkmalliste des Landkreises Neunkirchen in der Fassung vom 9. August 2017.

## Elversberg
| Lage                      | Bezeichnung              | Beschreibung | Bild |
| ------------------------- | ------------------------ | --- | ---- |
| Heinitzstraße Lage        | Kath. Kirche Herz Jesu   | Die Herz-Jesu-Kirche wurde von 1899 bis 1901 nach Plänen von Ernst Brand errichtet. 1928 wurde die Kirche durch den Anbau einer Sakristei nach Entwürfen des Architekten Josef Wilhelm Stockhausen erweitert. Die Pseudobasilika wurde im Stil der Neugotik errichtet. Das Langhaus gliedert sich in ein Mittelschiff und zwei etwas niedrigere Seitenschiffe. Daran schließt sich ein Querhaus und ein fünfseitiger Chor an. Der gedrungene Kirchturm ist an der Westfassade neben das Mittelschiff gestellt und trägt einen Spitzhelm, der von vier kleineren Spitzhelmen auf den Turmecken flankiert wird. Das gotisierte Portal mit Blendbögen und Fensterrose wird von einem weiteren, niedrigeren Treppenturm mit oktogonalem Spitzhelm begleitet. |      |
| St. Ingberter-Straße Lage | Evangelische Pfarrkirche | Nachdem die evangelische Kirchengemeinde im 19. Jahrhundert durch den florierenden Bergbau stark gewachsen war, wurde 1889/90 eine Kirche nach Entwürfen von Carl Friedrich Müller erbaut. Die neugotische Pseudobasilika besitzt ein Langhaus, dem an der westlichen Portalseite ein von zwei zurückgesetzten Treppenhaustürmen flankierter Glockenturm vorgesetzt ist. Der eingezogene Chor mit fünfseitigem Schluss wird im nördlichen Winkel von einer Sakristei begleitet. Rundsäulen tragen die Kreuzrippengewölbe der fünf Joche des Langhauses. |      |

## Spiesen
| Lage                   | Bezeichnung                                    | Beschreibung | Bild |
| ---------------------- | ---------------------------------------------- | --- | ---- |
| Außerhalb der Ortslage | Grenzsteine Nr. 61–70 von 1757 (Einzeldenkmal) | Die Grenzsteine markierten ursprünglich die Grenze zwischen den Territorien der Herrschaft von der Leyens und der Grafschaft Nassau-Saarbrücken. |      |
| Butterberg Lage        | Kath. Kirche St. Ludwig                        | Aufgrund von politischen und finanziellen Problemen wurde St. Ludwig in zwei Etappen erbaut. Die Pläne für die Kirche stammen von Carl Friedrich Müller. Von 1875 bis 1877 wurden Chor und Querschiff an ein bestehendes Langhaus angebaut. Als dessen Baufälligkeit festgestellt wurde, wurde es abgerissen und von 1885 bis 1887 dann das heutige Kirchenschiff errichtet. Die neugotische Kirche besitzt ein Mittelschiff und zwei gleich hohe Seitenschiffe mit je vier Jochen und vier Fensterachsen. |      |
| Butterberg 4 Lage      | sog. Lionsches Haus, Bauernhaus                | Das Lionsche Haus ist nach seinem Erbauer Theobald Lion benannt, der es 1836 für sich und seine Familie erbauen ließ. Das südwestdeutsche Einhaus besteht aus Wohntrakt, Scheune und Stall. Der zweigeschossige Putzbau mit Krüppelwalmdach steht an einem kleinen Platz. Der Wohntrakt besteht aus fünf Fensterachsen, von denen die mittlere im Erdgeschoss das Eingangsportal bildet. Fenster und Türen sind mit einer Laibung aus Sandstein versehen, die schwach profiliert ist. Über der Tür mit Verdachung ist ein rechteckiges Giebelfeld angebracht, in dem die Jahreszahl der Grundsteinlegung und die Initialen des Erbauers in einem Medaillon angebracht sind. Darüber rankt ein Feston. |      |
| Butterberg 7 Lage      | Katholisches Pfarrhaus                         | Das katholische Pfarrhaus wurde 1884 von Carl Friedrich Müller erbaut. Das Sandsteingebäude wird auf der Straßenseite von zwei Risaliten mit leicht zurückgesetztem Mittelteil mit je zwei Fensterachsen bestimmt. Die Fenster sind mit Segmentbögen ausgeführt, die Dreiecksgiebel der Risalite besitzen Fenster mit Spitzbögen. Ortquader betonen die Gebäudeecken. |      |
| Galgenberg Lage        | Galgenbergturm, 1937 (Einzeldenkmal)           | Der Galgenbergturm wurde in den Jahren 1937 bis 1939 erbaut und am 8. Juli 1939 als „Adolf-Hitler-Turm“ eingeweiht. Nach dem Zweiten Weltkrieg erhielt der Turm seinen heutigen Namen. Der 17 Meter hohe Turm aus Sandstein wird im Erdgeschoss von einer offenen Arkadenhalle umschlossen. Abgeschlossen wird das quadratische Bauwerk im obersten Geschoss von niedrigen Zinnen. Im Inneren wurde die ursprüngliche Treppe durch eine Wendeltreppe aus Stahl und Beton ersetzt. |      |
| Gänsberg 20 Lage       | Arbeiterwohnhaus                               | Erbaut 1912 |      |
| Hauptstraße 107 Lage   | Bauernhaus                                     | Der traufständige zweigeschossige Putzbau ist ein südwestdeutsches Einhaus mit Wohntrakt, Stall und Scheune und wurde 1815 erbaut. Türen und Fenster sind in einfacher Sandsteinlaibung ausgeführt. Das Scheunentor wird von einem Rundbogen gerahmt, der einen keilförmigen Schlussstein mit der Jahreszahl 1815 trägt. |      |
| Hauptstraße 145 Lage   | Wohnhaus                                       | Das zweigeschossige Wohnhaus mit Mansarddach wurde 1759 erbaut. Das einfache Barockhaus zeigt im Giebelbereich der Ostseite Fachwerk. |      |
| Hauptstraße 147 Lage   | Wohnhaus                                       | Der zweigeschossige, traufständige Putzbau mit Krüppelwalmdach wurde 1756 erbaut. Das Gebäude wurde mehrfach verändert. Auf der nördlichen Giebelseite wurde inzwischen ein Laden eingerichtet. Die Zahl der Fensterachsen auf der Straßenseite nach Westen wurde verringert. |      |